# One Love (Arashi)
One Love è un brano musicale del gruppo musicale giapponese Arashi, pubblicato come loro ventiduesimo singolo il 25 giugno 2008. Il brano è incluso nell'album All the Best! 1999-2009, undicesimo lavoro del gruppo. Il singolo ha raggiunto la prima posizione della classifica Oricon dei singoli più venduti in Giappone vendendo 563 864 copie, ed è stato successivamente certificato doppio disco di platino. Il brano è stato utilizzato come tema musicale del film Hana Yori Dango Final, con Jun Matsumoto.

## Tracce
CD JACA-5104
1. One Love
2. How to fly
3. One Love (Original Karaoke)
4. How to fly (Original Karaoke)

## Classifiche
| Classifica (2008) | Posizione più alta |
| ----------------- | ------------------ |
| Giappone          | 1                  |